# Klippsydhake
Klippsydhake (Petroica archboldi) är en fågel i familjen sydhakar inom ordningen tättingar.

## Utbredning och systematik
Fågeln förekommer i Västpapua (bergen Wilhelmina och Carstensz). Den behandlas som monotypisk, det vill säga att den inte delas in i några underarter.

## Status
IUCN kategoriserar arten som nära hotad.